# NGC 4108A
NGC 4108A (другие обозначения — UGC 7088, MCG 11-15-21, ZWG 315.13, PGC 38343) — галактика в созвездии Дракон.
Этот объект не входит в число перечисленных в оригинальной редакции «Нового общего каталога» и был добавлен позднее.